# Todd McFarlane
Todd Dean Mark McFarlane (Calgary, 16 marzo 1961) è un disegnatore, fumettista e imprenditore canadese.
Conosciuto soprattutto per aver creato i personaggi di Venom e Spawn, tra gli anni ottanta e gli anni novanta McFarlane diventò uno degli autori di maggior successo realizzando due testate della Marvel Comics sull'Uomo Ragno. Nel 1992 fondò insieme con altri autori la Image Comics e pubblicò per essa il fumetto Spawn, che segnò un record di vendite e fu il primo importante fumetto di cui l'autore deteneva i diritti sullo sfruttamento della proprietà intellettuale.
Nel primo decennio del XXI secolo McFarlane scrive e disegna molto meno, per dedicarsi maggiormente alla sua carriera da imprenditore con la McFarlane Toys, che si occupa di action figure e con la Todd McFarlane Entertainment, uno studio per film e animazioni. McFarlane è anche proprietario della squadra di Hockey Edmonton Oilers ed è un grande collezionista ed appassionato di oggetti riguardanti il baseball.

## Carriera

### Il debutto e il periodo DC (1984-1987)
Diplomatosi alla William Aberhart High School, MacFarlane è sempre stato un accanito lettore di fumetti di genere supereroistico e diventa un avido collezionista a partire dall'età di 16 anni. Diviene un collezionista compulsivo arrivando a comprare qualsiasi albo pubblicato da Marvel o DC Comics. La sua passione lo porta a lavorare presso una fumetteria e a cimentarsi con il disegno. Le sue prime influenze sono John Byrne e George Pérez. Più tardi rimane affascinato anche da Neal Adams, Gil Kane, Walter Simonson, Arthur Adams, Michael Golden e Frank Miller. Macfarlane afferma che per elaborare il suo stile ha attinto da diversi autori cercando di carpire da ognuno quello che riuscivano a fare meglio. Alla fine il suo modo di disegnare diviene, a suo dire, un amalgama di Jack Kirby, Gil Kane e Marshall Rogers. 
Nei primi anni ottanta McFarlane frequenta la Eastern Washington University e studia arti grafiche; lavora anche in una fumetteria vendendo alcuni suoi disegni di supereroi famosi e gioca a baseball a livelli universitari. Durante e dopo il college, spera ancora di diventare giocatore di baseball a livello professionistico. Il suo piano è di disegnare fumetti durante la giornata e dedicarsi all'attività sportiva di sera. Come teme però non ha doti a sufficienza per sfondare nel baseball professionistico e così gli viene utile l'attività svolta ad affinare le sue doti artistiche e la pazienza nell'aver spedito centinaia di suoi disegni alle case editrici. In questo periodo gli è molto utile aiutare il padre che lavora nel campo della stampa e distribuzione. I meccanismi e le problematiche che stanno dietro alla pubblicazione materiale di una rivista saranno utili nel momento in cui si staccherà dalla Marvel per fondare la Image.
Il suo primo lavoro per una delle Big-Two arriva nel 1984 quando gli vengono affidate delle storie per la serie Coyote dell'etichetta Epic Comics (della Marvel). Tra il 1985 e il 1987 lavora però prevalentemente per la DC Comics. La serie su cui si cimenta più a lungo è Infinity Inc. e varie serie di Batman. Fra queste ultime spiccano gli episodi di Detective Comics che compongono la saga Batman: Anno due. Todd si trova in sintonia con il Cavaliere Oscuro in quanto eroe solitario e "creatura della notte" (così definito dallo stesso Todd).. Inoltre è affascinato da personaggi che possono essere deformati graficamente attraverso la manipolazione del costume che indossano e che agiscono nelle atmosfere cupe tipiche delle storie di Batman. McFarlane ci tiene però a precisare che non ha un personaggio preferito del duo DC-Marvel.
Ogni volta che si deve cimentare in un incarico, che sia l'incredibile Hulk o l'Uomo Ragno, si dedica ad ogni tavola con il massimo della dedizione. Inoltre in questa fase della sua carriera preferirebbe dedicarsi a personaggi che si trovano in difficoltà con le vendite degli albi, piuttosto che non prendere le redini di qualche serie dedicata agli X-Men (che all'epoca erano i best seller dei comic statunitensi). Tra l'altro, se c'è una tipologia di fumetto che non gli aggrada è proprio quella delle serie con team di supereroi, questo dopo l'esperienza passata a disegnare gli albi del supergruppo della serie Infinity, Inc. Si dichiara non portato a gestire graficamente una moltitudine così varia di supereroi in una stessa tavola; trova invece che il suo collega e amico Jim Lee sia tra i più bravi artisti in assoluto nel dedicarsi ad opere di questo tipo. Lee diviene infatti famoso per il suo lavoro sui gruppi mutanti della Marvel e, negli anni novanta, per la creazione del team Wildcats, pubblicato inizialmente dalla Image e poi inglobato nell'universo DC.
Un esempio da seguire lo trova invece in Frank Miller, per lui un autore completo, capace di scrivere e disegnare grandi opere, sia che si tratti di personaggi Marvel-DC o da lui stesso creati. A questo si aggiunge l'impresa compiuta da Miller a fine degli anni settanta quando, alla Marvel, gli viene affidata la serie dedicata a Daredevil, in forte crisi di vendite e prossima alla chiusura. Avuta carta bianca da Jim Shooter (redattore capo della Marvel), Miller crea una saga epocale e innovativa, riportando nei primi anni ottanta Il Diavolo di Hell's Kitchen alla popolarità. Queste storie sono inoltre il preludio ad uno dei maggiori capolavori del fumetto quale Il ritorno del Cavaliere Oscuro. Altro aspetto che ammira dell'autore newyorkese è la capacità e l'audacia di rinnovare continuamente il suo stile, passando da un'impostazione in stile "Marvel anni settanta" (adattato sulle opere di John Buscema), ad una gestione più personale e cinematografica delle vignette per poi approdare ad un bianco e nero fortemente ispirato dai temi noir e dal fumetto europeo, evidente nelle opere che compongono l'affresco di Sin City.

### Il periodo Marvel Comics (1988-1991)

Spider-Man contro Hulk, i due personaggi che hanno permesso a McFarlane di imporsi all'attenzione del mercato fumettistico nella seconda metà degli anni ottanta. Copertina dell'albo "Marvel Integrale Spider-Man di Todd McFarlane 9". Disegno di Todd McFarlane. Edizione italiana © 2020 Panini SpA.

Nonostante tutto, lascia la DC per dedicarsi ai personaggi Marvel. Questo perché nel 1987, con l'arrivo di Tom DeFalco come redattore capo al posto di Jim Shooter, si apre per la Casa delle Idee un periodo in cui si dà fiducia ai nuovi autori e si cerca di rinnovare il parco testate. Bisogna infatti tentare di rispondere al rilancio dei personaggi della rivale DC Comics dopo la miniserie Crisi sulle Terre infinite che non solo attira nuovi lettori, ma anche quegli artisti quali John Byrne e Frank Miller che molto avevano contribuito al successo della Marvel tra la fine degli anni settanta e i primi anni ottanta. In questo contesto L'editor DeFalco affida i personaggi più importanti Marvel ad artisti giovani e non ancora completamente affermati, quali Rob Liefeld su New Mutants (poi X-Force) e Marc Silvestri sulle testate mutanti, tra le quali Wolverine e Jim Lee sugli X-Men; a MacFarlane viene affidata la serie su Hulk, che riesce a rilanciare insieme a Peter David ai testi, e i due ricreano interesse intorno al personaggio e ne creano una nuova personalità denominata Hulk Grigio.
Ormai divenuto un artista di punta, nel 1988 ottiene l'incarico di disegnare la storica testata dell'Uomo Ragno cioè Amazing Spider-Man (ai testi David Michelinie). Tom De Falco gli chiede di rinnovare graficamente il personaggio e di cercare di dare nuovo lustro al portabandiera della Marvel. Il successo arriva anche in questa occasione e McFarlane contribuisce, tra l'altro, a creare una delle nemesi più popolari dell'Uomo Ragno, ovvero il supervillain Venom. Versione speculare dell'arrampicamuri, Venom è dominato da un costume in rapporto simbiotico con chi lo indossa, aspetto che poi sarà in parte ripreso con Spawn. McFarlane arriva a cambiare in modo considerevole l'aspetto del supereroe rendendolo più "ragnesco": gli arti più sottili, occhi grandi e ragnatele "a spaghetti" (per sua stessa ammissione riprese da Michael Golden); questa revisione fu storica ed è tuttora presente nelle versioni di alcuni disegnatori attuali. Nell'arco di due anni MacFarlane riesce ad accattivare i lettori con il suo stile caratterizzato da anatomie distorte, pose impossibili e scene d'azione iperdinamiche. Nel 1990 The Amazing Spider-Man torna ad essere il titolo più venduto della Marvel con una media mensile di 334 mila copie vendute, la cifra più alta registrata per l'Uomo Ragno dal 1969. McFarlane non è però soddisfatto in quanto non ha il pieno controllo creativo essendo affiancato dallo scrittore David Michelinie.
(Todd McFarlane.)

Copertina di "Marvel Integrale: Spider-Man di Todd McFarlane 10". Disegno di Todd McFarlane. Riprende la cover dell'albo best-seller Spider-Man n.1 (del 1990). Si tratta del fumetto di maggior successo commerciale tra quelli realizzati da McFarlane, con un totale di oltre 2 milioni trecentomila copie vendute. Edizione italiana © 2020 Panini SpA.

McFarlane arriva ad ottenere la possibilità di avere pieno controllo su una serie, quindi scriverne le storie oltre che disegnarle. La Marvel vuole approfittare del nuovo periodo di popolarità di Spider-Man a cui sono già dedicate 3 serie regolari quali The Amazing Spider-Man, Spectacular Spider-Man e Web of Spider-Man e ne vuole aggiungere una quarta che affida interamente a MacFarlane, come scrittore e disegnatore. L'opera esce il 19 giugno 1990 con il titolo Spider-Man di cui McFarlane è autore completo. Todd è però perplesso in quanto crede che il personaggio sia inflazionato e difatti non può da subito utilizzare i villain che vorrebbe perché già opzionati per le storyline delle altre serie ragnesche, e deve quindi optare per Lizard nel suo primo story-arc Torment. Carol Cavish, responsabile per lo sviluppo e promozione delle nuove produzioni Marvel, cerca di sfruttare l'opportunità data dal lancio di una nuova serie di Spider-Man utilizzando una tecnica di marketing e distribuzione molto aggressiva. Del primo numero, oltre alla versione regolare, vengono distribuite altre versione quali quella silver tinted cover (con basso rilievi argentati in copertina), una imbustata con il banner Collector's Item - Issue 1, e la Platinum tinted cover. I collezionisti, attratti dalle copertine varianti, dal n.1 della serie e dal nome di Todd McFarlane, si vogliono accaparrare tutte le versioni dell'albo, spesso acquistandone più copie. Si genera un trend di mercato che, nel bene e nel male, caratterizzerà i primi anni novanta portando ad una bolla speculativa senza precedenti nella storia del fumetto. A beneficiarne sono il nuovo titolo dell'Uomo Ragno e Todd McFarlane, il cui primo numero vende 2 milioni e trecentocinquanta mila copie. Si tratta di una cifra record se si esclude la Golden Age dei comic, soprattutto il periodo tra fine anni trenta e i primi anni quaranta. Per l'autore rimane a tutt'oggi l'albo che ha venduto più copie tra quelli da lui realizzati in carriera. Il successo lo porta ad essere una star assoluta del settore, e rafforza le convinzioni nelle proprie capacità e nelle potenzialità che può avere un titolo collegato al suo nome, anche se si trattano di cifre gonfiate da un fenomeno speculativo. In ogni caso questo evento è fondamentale per dare fiducia a MacFarlane quando da lì a un paio d'anni prende decisioni radicali riguardo alla sua carriera e al rapporto con le Big-Two (Marvel e DC). La Marvel capisce di avere tra le mani un titolo best-seller, questo permette all'autore canadese di avere una certa libertà e Todd ne approfitta subito per avvolgere il personaggio in atmosfere più cupe e dalle tinte horror, mettendolo a confronto con nemici "mostruosi", da Lizard a Hobgoblin. McFarlane ammette di aver sempre patito il fatto di dover disegnare villain o personaggi a lui non congeniali, e con questa serie ha modo di mettere sulla pagina quello che più è in sintonia con le sue corde narrative. Nonostante le premesse, però, le limitazioni e costrizioni della dirigenza Marvel non tardano però ad arrivare: MacFarlane è più volte costretto a ridisegnare le tavole in quanto non consone al Codice dei fumetti. Il successo della serie è strepitoso e la Marvel non vuole turbare i lettori o dare l'impressione di rompere il patto non scritto della Comics Code Authority.
McFarlane è frustrato, ma il pretesto per lo scontro definitivo con Tom De Falco arriva con le tavole di Spider-Man n.16: qui gli viene chiesto di rifare una scena in cui Juggernaut viene colpito in un occhio da una spada. Questo stratagemma sfrutta uno dei pochi punti deboli del mutante e della sua armatura. De Falco blocca tutto e sostiene che la Marvel non può mostrare un possibile danno al bulbo oculare. McFarlane replica che in passato su Daredevil, Frank Miller ha fatto trafiggere Elektra all'addome da Bullseye. La replica del Redattore Capo della Marvel è che in quella vignetta non si vede la spada attraversare il costume ma vi è solo un allungamento del tessuto e non si vede sangue o un esplicito attraversamento della carne. McFarlane trova assurde le spiegazioni ed ha la scusa giusta per lasciare la casa editrice. Non bisogna sottovalutare che nello stesso periodo la moglie aspetta il primo figlio e l'artista ha guadagnato molto negli ultimi anni, perciò si può permettere un periodo sabbatico. Inoltre è a conoscenza delle trattative del suo amico di allora Rob Liefeld con la Malibu Comics per cercare di pubblicare una serie indipendente e di cui possa detenere i diritti, ovvero il gruppo Youngblood. Dopo i numerosi personaggi creati per la Marvel, tra i quali Deadpool e Cable, ora Rob vuole produrre un'opera di cui poter controllare i diritti e guadagnare di più sulla rendita delle vendite. Da sottolineare che nel 1991 esce X-Force n.1, dello stesso Liefeld (pubblicato dalla Marvel) che vende cinque milioni di copie. In quanto a vendite viene battuto da X-Men n.1 di Jim Lee che vende 8 milioni di copie, divenendo l'albo più venduto di sempre fino ad allora.
Questi successi sembrano rafforzare la forza degli autori, soprattutto i disegnatori che si sentono le nuove "rock star" del fumetto. McFarlane capisce che sarebbe il momento giusto per aiutare tutti i suoi colleghi formando un sindacato che pretenda un trattamento più equo nei confronti degli artisti e scrittori che creano le storie e saghe dei fumetti determinandone il successo. MacFarlane sostiene che la maggior parte dei suoi colleghi che lavorano per le Big-Two non riescono a pagarsi una casa o un'auto e hanno difficoltà a mantenere un'assistenza sanitaria e farsi una pensione. Si tratta delle stesse persone che tra la fine degli anni ottanta e i primi anni novanta arrivano a far vendere milioni di albi ai loro datori di lavoro. L'obbiettivo di McFarlane però fallisce in quanto non trova il supporto necessario per creare un sindacato. I disegnatori e scrittori hanno paura di perdere il lavoro per la Marvel o DC se dovessero agire in modo da indispettire la dirigenza di questo duopolio. MacFarlane è deluso perché il progetto fallisce proprio a causa di chi più ne aveva bisogno, e questi non è certo lui che grazie alle vendite ottenute al suo lavoro sull'Uomo Ragno si è potuto garantire una certa sicurezza economica. Inoltre lui, Liefeld, Jim Lee e Marc Silvestri sono i più pagati e richiesti dal mercato, e se dovessero perdere il lavoro alla Marvel, la DC li accoglierebbe a braccia aperte. Diviene evidente che la strada da seguire per dare agli autori la dignità e la sicurezza economica che desiderano si trova all'esterno delle Big-Two. Bisogna guardare al mercato indipendente e alla continua crescita del Direct Market: si intravede così la possibilità di creare un forte terzo polo dell'editoria a fumetti che garantistica indipendenza creativa e pieno possesso dei diritti sui personaggi creati: i fumetti creator-owned.

### Il 1992: Spawn e la Image Comics
Dopo 15 numeri mensili di Spider-Man, McFarlane viene coinvolto da Rob Liefeld nel progetto di creare una nuova casa editrice indipendente. MacFarlane ne è entusiasta e insieme ad altri cinque artisti - Rob Liefeld, Erik Larsen, Jim Lee, Jim Valentino, Marc Silvestri e Whilce Portacio - lascia la Marvel. I sette diventano partner fondatori della Image Comics nel 1992, che inizialmente si appoggia alla Malibu Comics per poi divenire completamente indipendente una volta strutturatasi. Ognuno dei suoi partner fonda un proprio studio, a parte Whilce Portcaio che si affianca alla Wildstorm Productions di Jim Lee. L'iniziativa presenta delle incognite ma MacFarlane è fortemente convinto che si tratti dell'unica strada percorribile per non farsi sfruttare dalla Marvel o dalla DC, i quali detengono i diritti dei personaggi e di conseguenza la maggior parte degli introiti per le vendite dei fumetti e tutto il guadagno derivante dal marketing o da eventuali prodotti cross-mediali. Tutti i fumetti pubblicati dalla Image sono infatti "creator-owned", in inglese detenuti dal creatore, quindi gli autori/artisti detengono in prima persona la proprietà e i diritti sui personaggi da loro creati, con piena libertà creativa e nessuna interferenza editoriale. McFarlane arriva da un periodo di dissapori con la Marvel e da diversi mesi sabbatici dalla sua attività da fumettista, ma in questo modo ha avuto tempo, più dei suoi soci, di prepararsi al debutto della sua serie Image. Le idee sono chiare, riprendere un personaggio quale Spawn, da lui già abbozzato negli anni settanta e puntare, inizialmente, tutti i suoi sforzi su una serie regolare dedicata al personaggio creando intorno a lui una mitologia e personaggi di supporto che potessero reggere una pubblicazione destinata a durare anni. Lo studio di McFarlane prende il nome Todd McFarlane Productions e debutta nel maggio 1992 con il lancio della serie regolare mensile Spawn, il cui primo numero vende un milione e settecentomila copie, un record ancora valido per i fumetti indipendenti. La scommessa di MacFarlane è vinta in quanto nonostante l'albo abbia venduto meno che non il top-seller Spider-Man n.1 (del 1990), da lui realizzato e pubblicato dalla Marvel, arriva a guadagnare di più in quanto unico depositario della proprietà intellettuale del personaggio. A questo si aggiunge il fatto che nell'arco dell'intera decade il titolo rimane tra gli albi più venduti del mercato fumettistico riuscendo frequentemente a superare le vendite di icone quali Superman, Batman e Spider-Man.
McFarlane scrisse e inchiostrò Spawn fino al numero 73, pur con alcune pause e collaborazioni con personaggi come Alan Moore, Neil Gaiman, Dave Sim e Frank Miller, mentre realizzò le matite fino al numero 24, quando lasciò definitivamente il testimone a Greg Capullo, il quale secondo lo stesso McFarlane è stato il miglior disegnatore ad aver realizzato Spawn, dandone l'interpretazione grafica migliore di sempre (anche della sua). McFarlane è tornato a scrivere le storie di Spawn in prima persona, con il supporto di Jon Goff, a partire dal n.185 della serie, dopo l'abbandono del precedente sceneggiatore David Hine. Con questo albo introduce un nuovo personaggio come alter ego di Spawn e si propone di seminare nuovi spunti narrativi alla serie, partendo dall'ambiziosa storyline in 10 parti intitolata Endgame. A partire dal n. 201 fino al n. 215 appare nei crediti un nuovo scrittore dal nome Will Carlton, che però risulterà essere uno pseudonimo dello stesso McFarlane.
Parallelamente al suo lavoro di fumettista crea la McFarlane Toys, casa che si occupa di action figure, all'inizio legate solo ai personaggi della serie Spawn e poi basate su soggetti e tematiche più varie. Il livello di qualità impone de facto un nuovo standard in questo settore e lo stesso target si sposta verso un pubblico più adulto, ispirandosi anche a personaggi iconici quali i cantanti (come Elvis Presley) e gli atleti di vari sport (baseball, hockey, football e basket). Non mancano serie di action figure ideate sui personaggi di film molto popolari come Terminator, Matrix e Shrek.
Nel 1996 McFarlane fondò la Todd McFarlane Entertainment, uno studio per film e animazioni. In collaborazione con la New Line Cinema, produsse nel 1997 il film Spawn; produsse anche la serie animata Spawn, i video musicali Do the Evolution (1998) dei Pearl Jam, Freak on a Leash (1999) dei Korn e Land of Confusion (2006) dei Disturbed. Contribuì inoltre alle sequenze animate del film The Dangerous Lives of Altar Boys (2002). Nel 2001 McFarlane disegnò il logo per gli Edmonton Oilers, che in parte possiede. Nel 2003 McFarlane ha creato anche il personaggio Necrid per il videogioco Soulcalibur II e nel 2011 ha collaborato alla realizzazione del videogioco Kingdoms of Amalur: Reckoning occupandosi dell'artwork.

### Il rilancio di Spawn e nuovi progetti crossmediali (dal 2021)
(Todd McFarlane.)
Nell'ottobre del 2019 la serie di Spawn raggiunge lo storico traguardo rappresentato dal n. 301, un record per un titolo realizzato per il mercato indipendente. Per l'occasione Todd McFarlane torna a realizzarne i disegni. L'albo segna un certo interesse e vende più della media della serie negli ultimi due decenni. Negli anni novanta Spawn era stato un costante best-seller quasi sempre nelle top ten delle vendite, ma negli anni duemila ne era cominciato il declino, e il titolo sembrava ormai languire nelle vendite perdendo anche lo status di titolo bandiera della Image Comics. MacFarlane non ha però perso la sua intraprendenza e fiducia nel proprio personaggio e nelle sue idee. Nel febbraio 2021 annuncia quindi, a sorpresa, di voler lanciare lo Spawn Universe. Andando contro quella che sembra la tendenza di un mercato che sembra non premiare più gli storici primi super eroi della Image, dichiara di voler lanciare nuovi titoli legati al personaggio di Spawn e di crearne un universo espanso che possa rivaleggiare con altre iniziative simili del fumetto indipendente quali il Mignolaverse di Hellboy (creato da Mike Mignola) o il Black Hammer Universe creato da Jeff Lemire. Ma il progetto di McFarlane è più ambizioso e punta a sfidare il Marvel Universe e quello DC. Come da lui dichiarato: «Si tratta di un progetto a lungo termine che avrà bisogno del contributo di decine di autori per creare centinaia e centinaia di personaggi... Marvel e DC hanno dimostrato come un insieme di personaggi, in un universo condiviso, può risonare in tutto il mondo». Afferma inoltre che si tratta di una scelta, e un azzardo, molto importante per la sua vita professionale, ma si tratta della terza scommessa di questo tipo fatta nel corso della sua decennale carriera. La prima è quando ha lasciato la Marvel quando ne era l'autore di punta, e tra i più pagati al mondo, per fondare la Image. La seconda è stata quella di puntare tutto il suo impegno come fumettista su un nuovo e sconosciuto personaggio quale Spawn. Bisogna sottolineare che alla Marvel si occupava di titoli quali la nuova serie di Spider-Man il cui primo albo aveva stabilito la cifra record di quasi due milioni di copie vendute, portando McFarlane tra gli autori best-seller della storia del fumetto statunitense. In ogni caso le prime due scommesse sono state vinte e adesso alza ulteriormente la posta arrivando a dover essere il consulente creativo di altre tre nuove serie, oltre a Spawn, entro la fine del 2021 e dovendo gestire un roster di grandi autori e artisti. Tra questi vi sono: Donny Cates, Frank Quietly, Greg Capullo, Marc Silvestri, Sean Murphy, Arthur Adams, J. Scott Campbell, Mike Del Mundo, Alex Kot, Jason Shawn Alexander, Carlo Barberi, Breth Boot, Javier Fernandez, David Finch, Jonathan Glapion, Kevin Keane, Puppeteer Leave, Sean Lewis, Ben Oliver, Paulo Siqueira, Stephen Segovia, Marcio Takara. Il lancio del progetto avviene con l'albo speciale Spawn's Universe al quale seguono tre serie regolari: King Spawn, The Gunslinger e The Scorched.
Ancora una volta McFarlane vince la sua scommessa e sorprende il mercato fumettistico, l'albo Spawn's Universe n.1, prologo all'universo espanso di Spawn, esce a giugno 2021 e totalizza 200 mila copie vendute diventando il fumetto Image Comics più venduto degli ultimi vent'anni. Ma il clamore è ancora maggiore per il primo albo della serie regolare King's Spawn che, ancora prima della distribuzione, ottiene una pre-ordinazione dal Direct Market di mezzo milione di copie, portandolo ad entrare nella top ten degli albi più venduti del nuovo millennio. MacFarlane si riprende quindi il titolo di autore top-seller della Image e del fumetto indipendente, dopo che negli anni duemila gli era stato tolto da autori quali Robert Kirkman con la serie The Walking Dead o Brian Vaughan con Saga. McFarlane torna inoltre a prendersi l'ennesima rivincita sul duopolio Marvel-DC, nel nuovo millennio nessun personaggio legato agli Avengers (Marvel) o alla Justice League of America (DC) ha debuttato con un albo che ha venduto quanto King's Spawn. Ha infatti superato l'esordio di nuove serie dedicate a super eroi Marvel quali Iron Man, Thor, Hulk o Capitan Amarica e qualsiasi debutto di una nuova serie DC Comics degli ultimi 25 anni. Per McFarlane questa è una rivincita degli autori e del fumetto indipendente sulle "multinazionali dell'editoria" e dichiara:
(Todd McFarlane)
Visto il ritrovato successo nel campo dei fumetti e il continuo riscontro positivo della linea McFarlane Toys (ora licenziataria anche dei personaggi DC Comics), Todd decide un'ulteriore espansione del suo brand a livello multimediale. Afferma di aver passato gli ultimi tre decenni a sfidare le grandi corporation nel campo dei comic e del merchandising (Marvel, DC, Hasbro e Mattel Toys) portando sul mercato prodotti e idee che quelle compagnie non erano state in grado di proporre e dichiara: «Ora intendo portare quella stessa creatività e pratiche imprenditoriali direttamente ad Hollywood a tempo pieno». Nel novembre 2021 annuncia la nascita di una divisione per lo sviluppo di progetti televisivi, ramo della già esistente McFarlane Films. Quest'ultima è dal 2017 che cerca di realizzare un nuovo film cinematografico su Spawn con protagonista Jamie Foxx appoggiandosi alla casa di produzione indipendente Blumhouse Productions ma senza aver riportato a risultati concreti (al 2021). Per lo sviluppo di prodotti televisivi Todd stipula un accordo con lo studio indipendente Wiip che ha ottenuto un plauso della critica a livello internazionale per la serie Mare of Easttown in onda sulla piattaforma streaming HBO Max(in Italia su Sky Atlantic). Dal giugno del 2021, Wiip è passata sotto il controllo degli studi coreani JTBC che ne ha acquisito la maggioranza delle partecipazioni azionarie. La nuova proprietà è tra i leader per la produzione di South Corea TV Drama in Asia e ora vuole espandersi nelle produzioni televisive per le piattaforme streaming e tv via cavo statunitensi, considerate il cuore delle nuove produzioni televisive internazionali. Presidente della McFarlane Films' Television viene nominato Sean Canino con Todd McFarlane come CEO. L'obbiettivo non è solo quello di adattare in altri media brand e personaggi della Todd McFarlane Productions ma puntare anche su altri autori indipendenti con le loro opere creator-oened, divenendo un punto di riferimento per l'adattamento in serie tv per quanto riguarda il mercato degli "indie comic". Con il gruppo JTBC-Wiip è in fase di sviluppo una serie sui personaggi di Sam and Twitch, apparsi sulla serie regolare di Spawn e creati da McFarlane. A questi è già stata dedicata una serie a fumetti spin-off del titolo portabandiera dell'autore canadese. Il progetto dedicato ai due detective era già in fase di lavorazione da un paio d'anni con Wiip. I due nuovi annunci sono la serie McFarland e Thumbs. La prima è una serie d'animazione realizzata con la tecnica della stop-motion e che prevede l'utilizzo di action-figure prodotte dalla McFarlane Toys. La seconda è una serie live-action di genere drama basata sull'omonima limited-series a fumetti del pluripremiato scrittore Sean Lewis, pubblicata dalla Image Comics nel 2019. Lo stesso Lewis è stato scelto da McFarlane come scrittore della nuova serie best-seller King Spawn.

## Opere
- 1984 - Scorpio Rose (Coyote) - Marvel Comics; testi di Steve Englehart
- 1985/1987 - Infinity Inc. - DC Comics; testi di Roy Thomas
- 1987 - Batman: Anno due - DC Comics, testi di Mike W. Barr
- 1987 - Hulk - Marvel Comics, testi di Peter David
- 1988 - Invasion - DC Comics; testi di Keith Giffen
- 1988/1990 - Amazing Spider-Man - Marvel Comics, testi di David Michelinie
- 1990 - Spider-Man - Marvel Comics, testi di Todd McFarlane
- Spawn dal n.1, Todd McFarlane & AA.VV. (testi e disegni), serie regolare, Image Comics, maggio 1992 -in corso.
- Grounded nn.1-6, Mark Sable, Paul Azazceta, Todd McFarlane & AA.VV. (testi e disegni), miniserie di 6 albi (conclusa), Image Comics, luglio 2005 -maggio 2006.
- Haunt nn.1-28, Todd McFarlane e Robert Kirkman (testi e co-creatori), Joe Casey (testi dal n.19) - Ryan Ottley, Greg Capullo, Nathan Fox, Todd McFarlane (disegni), serie regolare (conclusa con il n.28), Image Comics, ottobre 2009 - dicembre 2012.
- Savior nn.1-8, Todd McFarlane e Brian Holguin (testi) - Clayton Crain (disegni), miniserie di 8 albi (conclusa), Image Comics, aprile-novembre 2015.
- Spawn - Renaissance nn.1-7, Todd McFarlane, Darragh Savage, Erik Larsen (testi) - Szymon Kudranski, Jason Alexander, Erik Larsen (disegni), miniserie di 7 albi (conclusa), Image Comics marzo 2016 - agosto 2020.
- Gunslinger Spawn dal n.1, Todd McFarlane e Alex Kot (testi) - Kevin Keane, Breth Booth, Philip Tan (disegni) - Breth Booth e Todd McFarlane (copertina) - Todd McFralane (copertina alternativa, o Cover B), serie regolare, spin-off/prequel di Spawn, Image Comics, 27 ottobre 2021 - in corso.
- The Scorched n.1, Simon Lewis (testi) - Paulo Siquera e Stephen Segovia (disegni), Todd McFarlane ne realizza una copertina alternativa (o "variant cover", denominata Cover E), spin-off di Spawn, 12 gennaio 2022.

## Premi e riconoscimenti
- Nel 1988 ottiene la nomination per il Will Eisner Comic Industry Award come Best Artist (o "miglior artista") per i suoi disegni sulla serie The Incredible Hulk, scritta da Peter David[5]. Il premio viene però consegnato a Steve Rude per il suo ruolo di disegnatore nella serie indipendente Nexus, con ai testi Mike Baron.
- Nel 1992 ottiene il Comic-Con International 's Inkport Awaard. Si tratta di un premio assegnato a quegli autori, artisti e creativi che si sono distinti per i loro contributi in settori quali il Fumetto, la Fantascienza, il Fantasy, il Cinema e la Televisione.
- Nel 2020, Todd McFarlane realizza la copertina del 50° volume del magazine The Overstreet Comic Book Price Guide[12]. Negli USA viene considerata la "Bibbia dei collezionisti di fumetti", la cui longevità copre 5 decadi, ha infatti esordito nel 1970 e si tratta della più seguita e affidabile guida per i report sul mercato fumettistico, le valutazioni dei fumetti e le prospettive per chi intende investire in questo settore[12]. McFarlane viene onorato di disegnare la storica copertina dell'anniversario dei cinquanta numeri in quanto considerato uno degli artisti più significativi degli ultimi quattro decenni, capace di lasciare il segno sia nelle major per cui a lavorato (soprattutto per la Marvel) e per la sua dedizione al mercato indipendente (dal 1992 con la Image)[12]. La cover racchiude entrambi i lati della sua carriera, i protagonisti dell'illustrazione sono infatti Spider-Man (Marvel) e Spawn (Image), personaggi che hanno segnato in maniera emblematica la sua carriera[12]. Tra l'altro viene menzionata la sua entrata ufficiale nel Guinness Book of World Records per aver raggiunto il n. 301 di Spawn, portando la serie ad essere la più longeva (ongoing series[13]) della storia del mercato indipendente statunitense[12].